# Biascas de Obarra
Biascas de Obarra ist ein spanischer Ort in der Provinz Huesca der Autonomen Gemeinschaft Aragonien, der zur Gemeinde Beranuy gehört. Der Ort auf 900 Meter Höhe liegt circa drei Kilometer nordöstlich von Beranuy. Biascas de Obarra hatte im Jahr 2019 zehn Einwohner.

## Sehenswürdigkeiten
- Kirche, erbaut 1816
- Ermita de Santa María de Fornóns